# Capo Zafferano

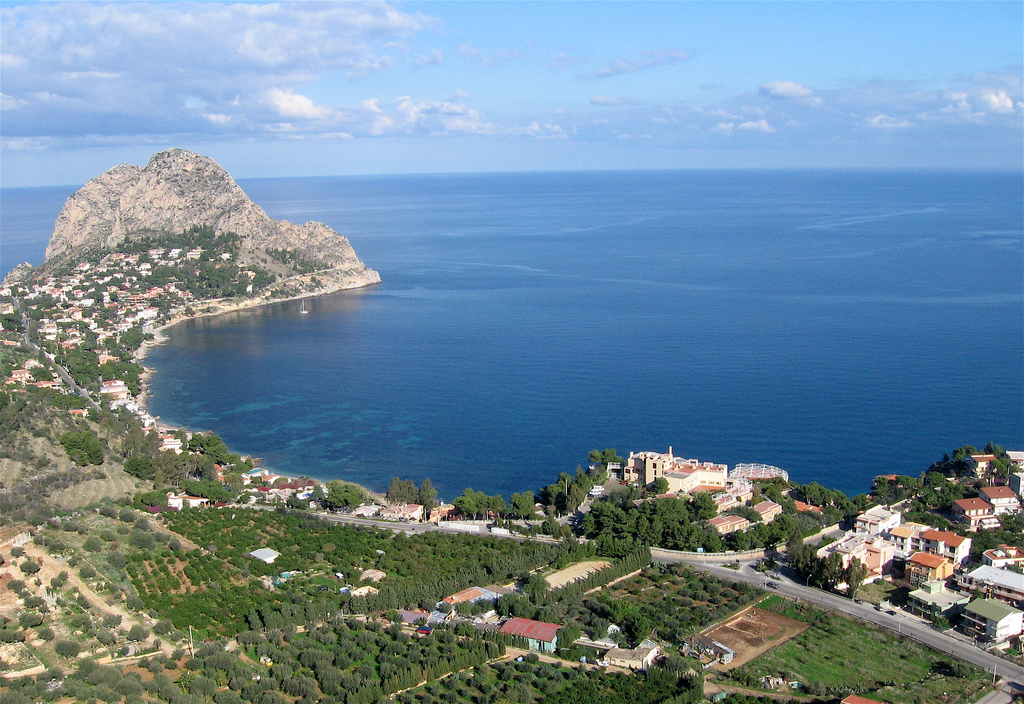
Blick auf das Capo Zafferano

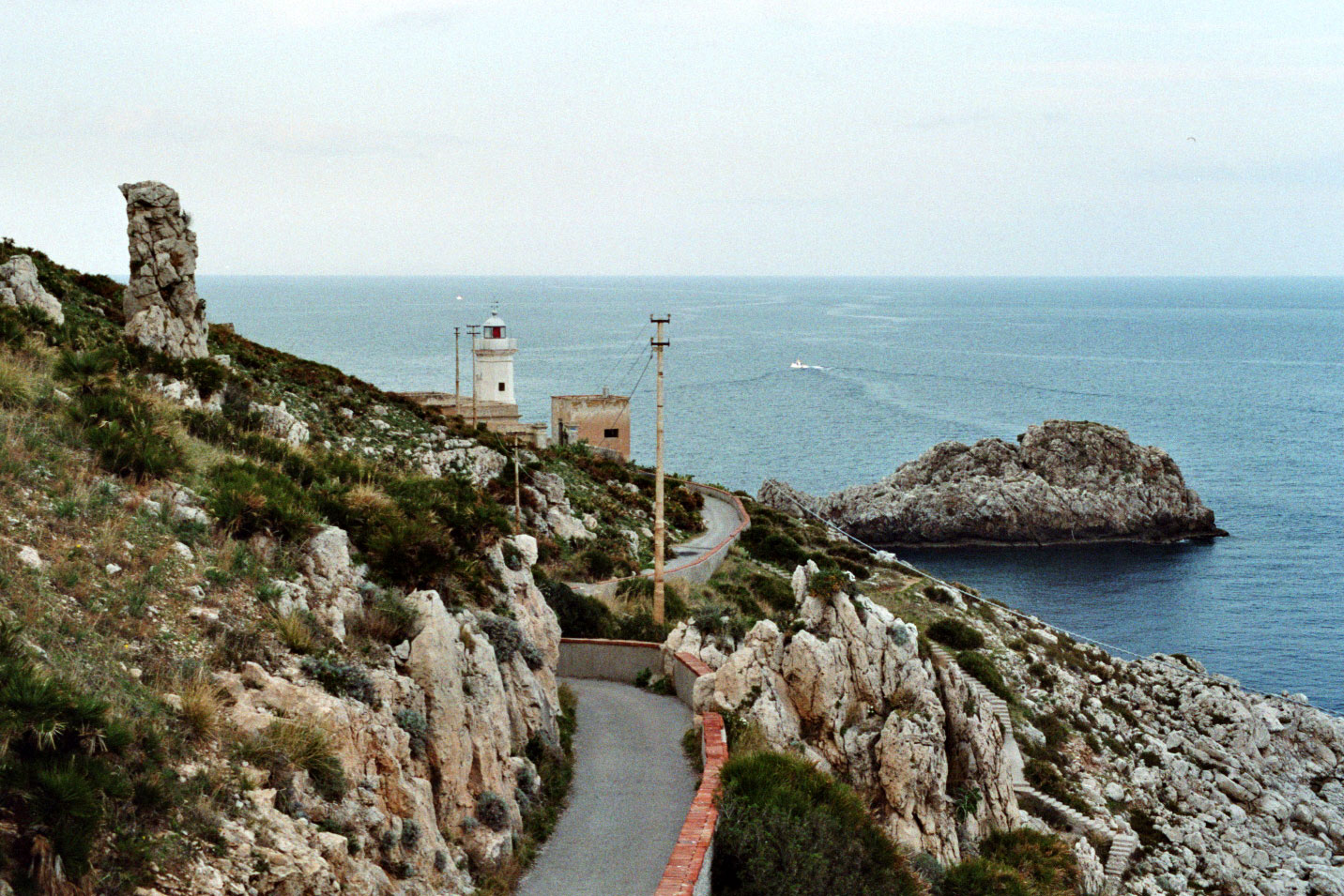
Leuchtturm und Scoglio Formica am Capo Zafferano

Capo Zafferano ist ein Kap an der Nordküste Siziliens östlich von Palermo. Es liegt auf dem Gebiet der Gemeinde Santa Flavia in der Metropolitanstadt Palermo.
Das Capo Zafferano ist das östliche Ende des Golfs von Palermo, dessen westliches Ende das Capo Gallo bildet.
An dem Kap steht ein heute verlassener Leuchtturm. Dem Kap vorgelagert ist eine kleine Insel, der „Scoglio Formica“.
Koordinaten: 38° 6′ 45,6″ N, 13° 32′ 15,8″ O